# Байер, Эрнест
Эрнест Генри Байер (англ. Ernest Henry Bayer; 27 сентября 1904, Филадельфия, Пенсильвания — 13 января 1997, Стратам, Нью-Гэмпшир) — американский гребец, выступавший за сборную США по академической гребле в конце 1920-х годов. Серебряный призёр летних Олимпийских игр в Амстердаме в зачёте распашных безрульных четвёрок, победитель и призёр многих регат национального значения. Также известен как банкир и спортивный функционер, президент Национальной ассоциации гребцов-любителей.

## Биография
Эрнест Байер родился 27 сентября 1904 года в Филадельфии, штат Пенсильвания.
Занимался академической греблей в местном филадельфийском клубе Pennsylvania Barge Club, членом которого оставался на протяжении многих лет своей длительной спортивной карьеры.
Впервые заявил о себе в гребле ещё в 1924 году, выиграв национальное первенство среди юниоров в четвёрках и в восьмёрках. Начиная с 1925 года выступал на взрослом уровне, неоднократно побеждал в зачёте национального чемпионата в различных дисциплинах.
Наивысшего успеха на международном уровне добился в сезоне 1928 года, когда вошёл в основной состав американской национальной сборной и благодаря череде удачных выступлений удостоился права защищать честь страны на летних Олимпийских играх в Амстердаме. В программе распашных безрульных четвёрок совместно с партнёрами по филадельфийскому клубу Уильямом Миллером, Чарльзом Карлом и Джорджем Хилисом благополучно преодолел все предварительные этапы, тогда как в решающем финальном заезде на финише секунду уступил гребцам из Великобритании — тем самым выиграл серебряную олимпийскую медаль.
После амстердамской Олимпиады Байер работал тренером по академической гребле.
В 1936 году пытался пройти отбор на Олимпийские игры в Берлине, но на национальных отборочных соревнованиях выступил недостаточно успешно.
Впоследствии работал в банковской сфере. Проявил себя как спортивный администратор, в частности занимал должности казначея, вице-президента и президента Национальной ассоциации гребцов-любителей.
Умер 13 января 1997 года в городе Стратам, штат Нью-Гэмпшир, в возрасте 92 лет.